# پیت استاپ

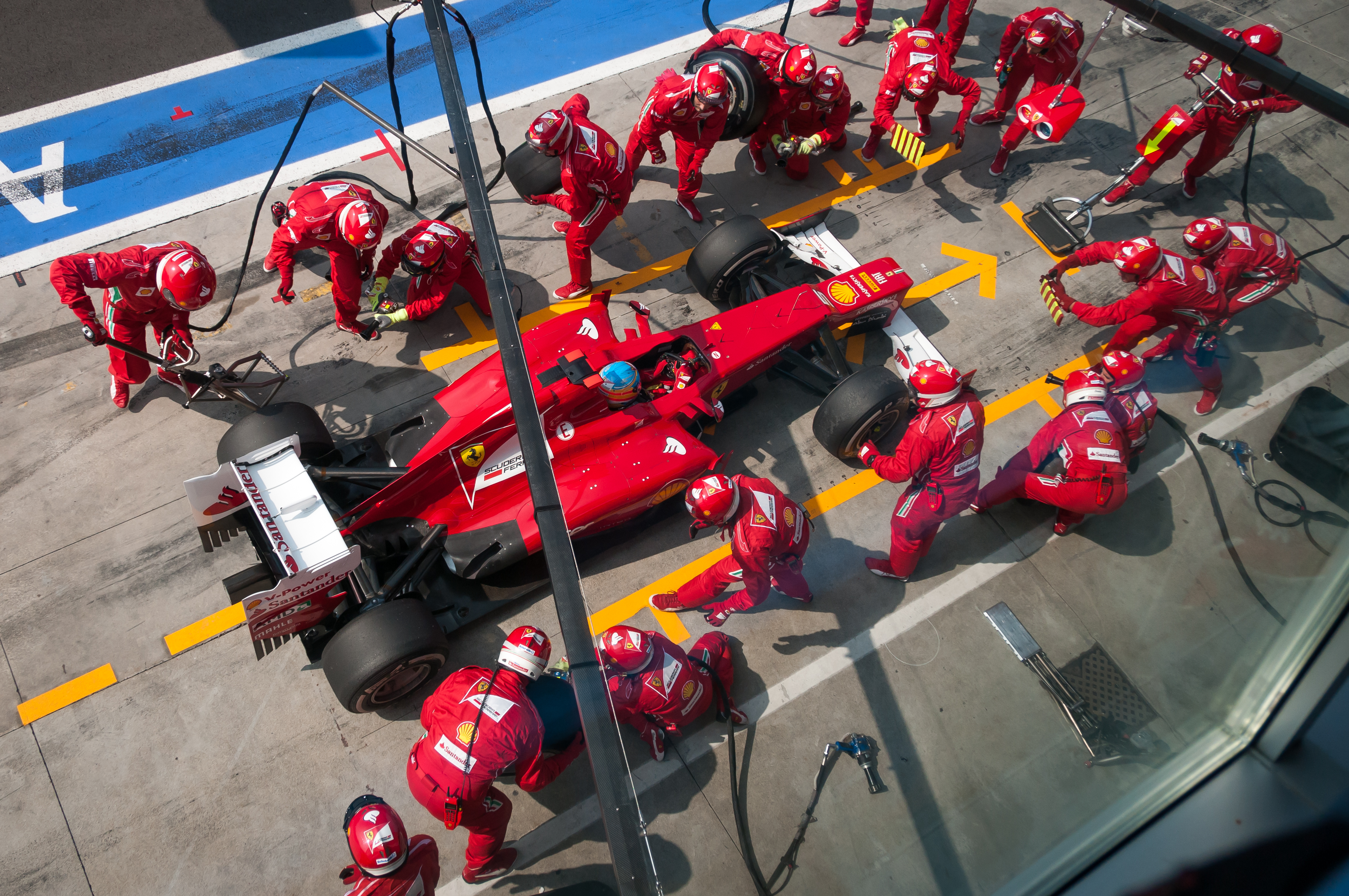
خدمهٔ پیت تیم فراری در حال انجام پیت استاپ برای خودروی فرناندو آلونسو در جایزه بزرگ ایتالیا ۲۰۱۲

در ورزش‌های موتوری، پیت استاپ به توقف خودرو یا موتورسیکلت در مسیر پیت در زمان تمرین، زمان‌گیری یا مسابقه جهت انجام سرویس‌هایی مانند تعویض تایرها، پاک‌سازی ورودی‌های هوا یا طلق جلوی کلاه ایمنی راننده، سوخت‌گیری (در بعضی ورزش‌های موتوری) و تنظیم یا تعمیر قطعات آیرودینامیکی بدنه گفته می‌شود.

## تاریخچه

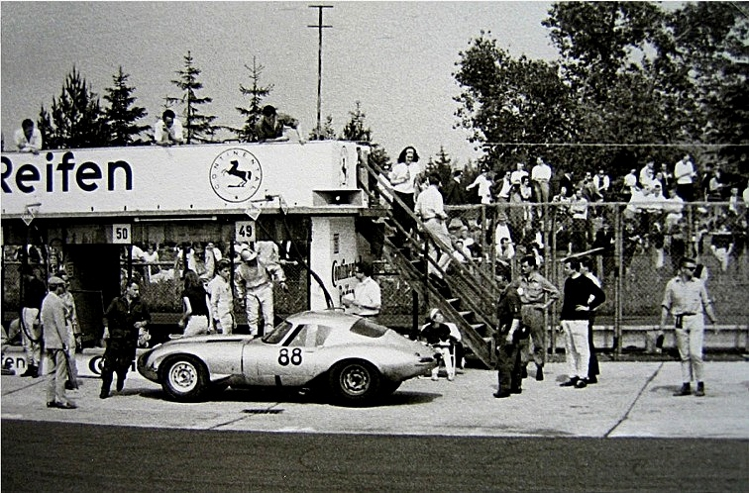
پیت استاپ در سال ۱۹۶۴ در نوربورگ‌رینگ

مسابقات اتومبیل‌رانی در اوایل سدهٔ ۱۹۰۰ میلادی در جاده‌های بین شهری برگزار می‌شدند. در آن زمان مکانیک‌ها در طول مسابقه همراه راننده بودند و در صورت نیاز، تعمیرات را در کنار جاده انجام می‌دادند. اما پس از آن و با ورود مسابقات به پیست‌های اتومبیل‌رانی، پیت استاپ دچار تحول شد. در اواسط دههٔ ۱۹۳۰ و پیش از جنگ جهانی دوم، پشتیبانی مالی هیتلر از تیم‌های اتومبیل‌رانی آلمانی منجر به پیشرفت چشم‌گیر فناوری‌های مرتبط با پیت استاپ شد. طبق آنچه رابرت دالی، خبرنگار نیویورک تایمز در کتاب خودروها در سرعت نوشته‌است، یک پیت استاپ انجام‌شده بر روی خودروی مانفرد فون براشیچ در سال ۱۹۳۷ در پیست دونینگتون پارک ۳۳ ثانیه طول کشید. در این پیت استاپ «سوخت تحت فشار و با سرعت پنج گالون بر ثانیه به مخزن تزریق شد، تایرهای عقب جدا شدند و با تایرهای جدید جایگزین شدند، یک بطری آب و عینک تمیز به فون براشیچ داده‌شد و او دوباره حرکت کرد.»
سوخت‌گیری در زمان پیت استاپ، در دوران مدرن مسابقات فرمول یک (پس از نخستین مسابقه جایزه بزرگ در سال ۱۹۵۰)، تا پیش از سال ۱۹۸۲ انجام نمی‌شد. در آن سال خودروهای فرمول یک برای نخستین بار در میانهٔ مسابقه برای سوخت‌گیری و انجام سرویس‌ها وارد پیت استاپ شدند. با این حال، در سال ۱۹۸۴ سوخت‌گیری در میانهٔ مسابقه به‌طور کلی ممنوع شد و این ممنوعیت باعث شد تا زمان انجام پیت استاپ به‌طور چشم‌گیری کاهش یابد. تیم بنتون در جایزه بزرگ بلژیک در فصل ۱۹۹۳ با ثبت زمان ۳٫۲ ثانیه، سریع‌ترین پیت استاپ در آن زمان را ثبت کرد. از سال ۱۹۹۴ تا ۲۰۰۹ اجازهٔ سوخت‌گیری در پیت استاپ دوباره به خودروها داده‌شد و زمان انجام پیت استاپ به حدود ۸ تا ۱۲ ثانیه افزایش یافت. با ممنوعیت دوبارهٔ سوخت‌گیری در ابتدای فصل ۲۰۱۰، پیت استاپ‌ها دوباره سرعت گرفتند و زمان آن‌ها تا سال ۲۰۱۲ به کمتر از سه ثانیه نیز رسید. روند سریع‌تر شدن پیت استاپ امروزه نیز همچنان ادامه دارد و رکورد کوتاه‌ترین پیت استاپ فرمول یک، که برابر با ۱٫۸۲ ثانیه است، توسط تیم رد بول در جایزه بزرگ برزیل ۲۰۱۹ به ثبت رسیده‌است.

## قوانین

### فرمول یک
در مسابقات فرمول یک، سرعت خودروها در زمان ورود به مسیر پیت باید حداکثر ۸۰ کیلومتر بر ساعت (۵۰ مایل بر ساعت) باشد. این محدودیت سرعت در برخی پیست‌ها مانند پیست موناکو، با توجه ساختار پیست، کمتر است و در صورت تجاوز از این سرعت مجاز، تیم متخلف مشمول پرداخت جریمهٔ نقدی، یا دریافت پنالتی زمانی در زمان مسابقه خواهد شد. تیم پیت استاپ کمی پیش از ورود خودرو مجاز هستند از گاراژ خارج شوند. این تیم برای بلند کردن خودرو در مرحلهٔ مسابقه مجاز به استفاده از جک‌های موتوردار یا هیدرولیکی نیستند و پس از انجام پیت استاپ نیز باید بلافاصله به گاراژ برگردند. تیم‌ها باید جهت صدور اجازهٔ حرکت برای خودرو، به عبور سایر خودروها نیز توجه داشته‌باشند.

### نسکار

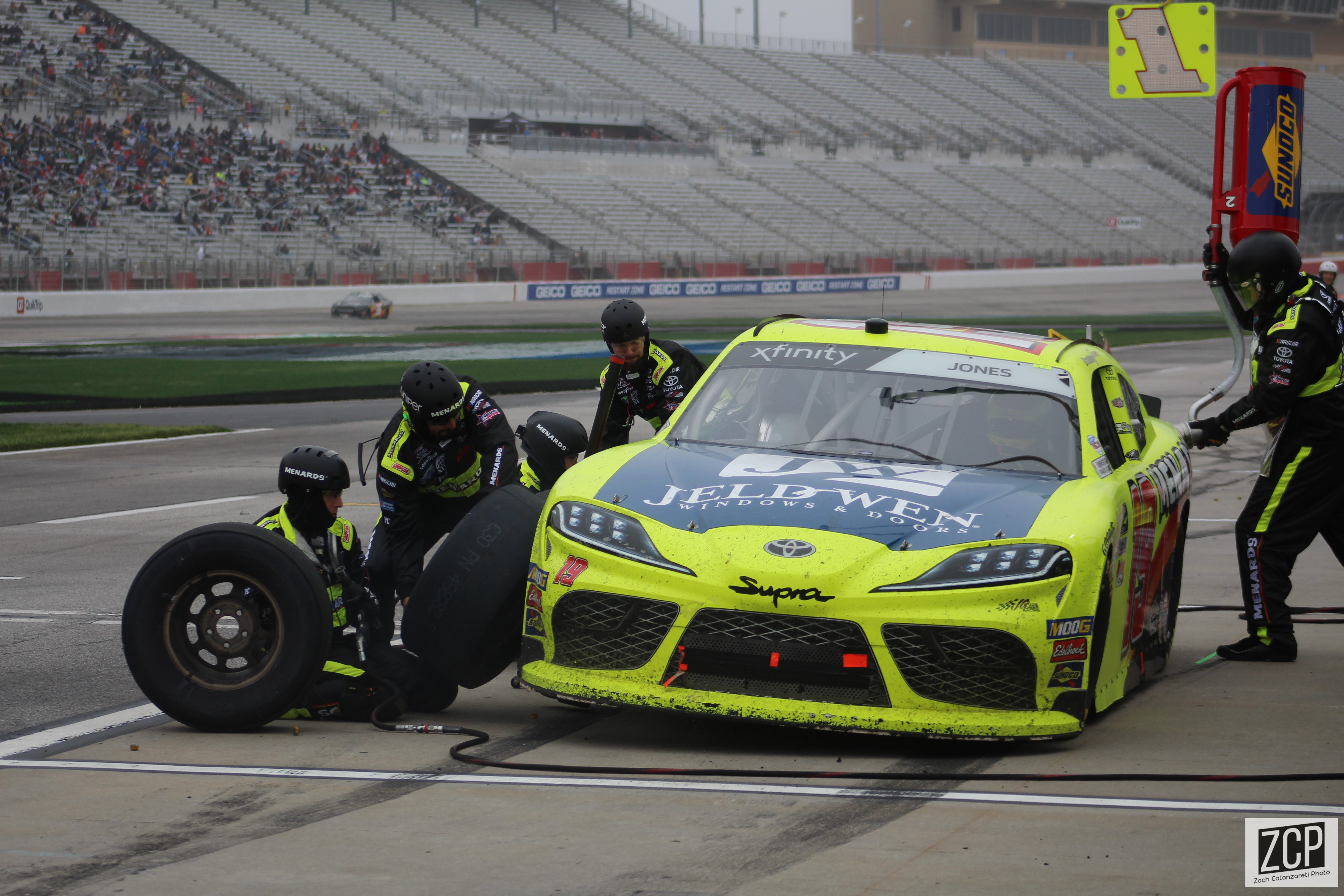
یک خودروی نسکار در حال انجام پیت استاپ در طول مسابقه

در مسابقات نسکار، مسیر پیت توسط یک دیوار بتنی از محل استقرار مکانیک‌ها جدا شده‌است. هر تیم مجاز است ۶ مکانیک را به پیت باکس بفرستد. در این مسابقات، بسته به طول و شرایط مسابقه، خودروها ۴ بار یا بیشتر برای تعویض تایرها و سوخت‌گیری مجدد وارد مسیر پیت می‌شوند. علاوه بر این، مکانیک‌ها و خدمهٔ پیت مجاز هستند تا تنظیماتی را در سیستم تعلیق خودروها اعمال کرده و در برخی موارد، قطعات خراب‌شده را تعویض کنند. در ابتدا سمت راست خودرو توسط یکی از خدمه و به‌وسیلهٔ یک جک هیدرولیکی از زمین بلند شده و همزمان که یکی دیگر از خدمه یک مخزن ۱۲ گالنی را به ورودی مخزن سوخت خودرو متصل می‌کند، دو نفر دیگر پیچ‌های چرخ‌ها را با استفاده از آچارهای بادی باز کرده و چرخ‌ها را از جا درمی‌آورند. دو خدمهٔ دیگر نیز تایرهای کهنه را به پیت وال برده و همراه با دو تایر جدید دیگر برای چرخ‌های سمت چپ خودرو به پیت باکس برمی‌گردند. پس از تعویض چرخ‌های سمت راست، مسئول جک به سمت چپ خودرو رفته و آن سمت را از زمین بلند می‌کند. همین روند تعویض تایر در سمت چپ نیز تکرار می‌شود. مسئول سوخت‌گیری پس از اتمام کار انتقال سوخت، مخزن خالی را در هوا تکان می‌دهد تا بقیهٔ افراد را از اتمام کارش آگاه کند. پس از آن، خودرو از روی جک پایین آورده شده و خودرو به مسابقه برمی‌گردد. انجام پیت استاپ در مسابقات نسکار، در صورتی که تمام مراحل بدون اشتباه انجام شوند، حدود ۱۲ ثانیه طول می‌کشد. در شرایط خاص، نفر هفتم از خدمهٔ پیت نیز می‌تواند وارد پیت باکس شود و موارد ایمنی مانند پاک‌سازی شیشهٔ جلو یا دادن بطری آب به راننده را انجام دهد. این شخص نباید تحت شرایط دیگر خودرو را لمس کند. پیت باکس توسط دوربین کنترل می‌شود و هر تیمی که مرتکب خطا شود، پنالتی دریافت خواهد کرد.